# Legarda (Álava)
Legarda es un concejo del municipio de Vitoria, en la provincia de Álava, País Vasco (España).
Las primeras noticias que tenemos de este enclave datan de inicios del siglo XII, del documento de la Reja de San Millán, donde aparece bajo el mismo nombre que el actual, por lo que no ha experimentado cambios en su toponimia a lo largo de los siglos.

## Geografía
El concejo forma parte de la Zona Rural Noroeste de Vitoria y está situado a 526 m de altura sobre el nivel del mar.

### Localidades limítrofes
|                  | Norte: Artaza de Foronda |               |
| Oeste: Mandojana |                          | Este: Foronda |
|                  | Sur: Guereña             |               |

## Historia
Con título de Villa, el concejo fue parte de la Merindad de Divina. En la localidad existió antiguamente una torre cuyo señor, en 1530, era el arcediano Fernán Ruiz de Gauna. A inicios del siglo XVI era una aldea de realengo, agregándose a la hermandad de Badayoz en el año 1527. El 17 de mayo de 1537 fueron aprobadas por Carlos I de España las Ordenanzas de la Cofradía de San Antón de Legarda y Nuestra Señora de la Antigua del lugar de Mendiguren. En 1556 su señorío pertenecía a Íñigo Hurtado de Salcedo. Posteriormente, el 30 de noviembre de 1664, el marquesado de esta villa fue dado por el rey Felipe IV de España a don Antonio de Salcedo Hurtado de Mendoza. A fines del sisglo XVIII el señorío de esta villa pertenecía a la casa del marqués de Legarda.

## Demografía
| Gráfica de evolución demográfica de Legarda entre 2000 y 2017 |
|                                                               |
| Población de derecho según los censos de población del INE.   |

## Cultura

### Patrimonio material
- Iglesia de San Andrés Apostol. Construida inicialmente en el siglo XIII ha sido reformada posteriormente. Su torre es románica con ventanales ajimezados y estrechos. En su interior alberga un retablo rococó.[2]
- Ermita de San Antón. Posee un retablo neoclásico del siglo XVIII.[5]

### Patrimonio inmaterial
- 17 de enero (San Antón)